# Games of State
Games of State (1996) is een techno-thriller van Tom Clancy en Steve Pieczenic uit de Op-Center-serie. Het Op-Center krijgt hier te maken met de dreiging van het neonazisme en een Franse terroristenleider. Thema's zijn de herleving van het neonazisme in de jaren '90 en haatzaaien via het toen nog prille internet.

## Het verhaal
Paul Hood bezoekt het pas verenigde Duitsland waar hij een Duitse politicus, Richard Hausen, ontmoet. Ook ontmoet hij Nancy Bosworth, een oude jeugdliefde. Al snel blijkt dat Europa en de Verenigde Staten bedreigd worden. Nazisme, fascisme en andere rechts-extremistische praktijken blijken niet dood, maar springlevend te zijn en dreigen opnieuw een macht in Europa te worden. De bewegingen hebben tevens het internet ontdekt dat ze gebruiken om hun ideeën te verspreiden en nieuwe leden te werven voor de extreemrechtse zaak.
Op het moment zijn de Chaotendagen begonnen, waarop men in grotere steden in heel Duitsland officieus Hitlers verjaardag viert onder het mom van onschuldige bijeenkomsten. Terwijl de Oost-Duitse groep Feuer, geleid door Karin Doring, een terroristische groepering is die aanslagen pleegt, vormt de West-Duitse NSDAP van de 21e eeuw van Felix Richter een legale politieke partij die ook op de hogere lagen van de samenleving aantrekkingskracht uitoefent. Het grootste gevaar wordt echter gevormd door de Franse zakentycoon Gerard Dominique, die neonazi's en fascisten over de hele wereld steunt. Zijn bedrijf Demain wordt ervan verdacht fascistische computerspelletjes te maken met subliminale boodschappen erin verwerkt, en deze via het internet te verspreiden. Door bevolkingsgroepen tegen elkaar op te zetten probeert hij steun voor de extreemrechtse zaak te verwerven om zo een door extreemrechts geregeerd en door Frankrijk gedomineerd Europa te creëren, met hemzelf als grijze eminentie.
Juist deze dag kaapt een van de belangrijkste neonazigroeperingen, Feuer, een filmset met voorwerpen uit de Tweede Wereldoorlog. Een Amerikaanse stagiaire, Jody Thompson, wordt vermist en is waarschijnlijk gekidnapt of vermoord. Het Op-Center stuurt de enige agent erop af die ze in Duitsland hebben: de aan een rolstoel gekluisterde Bob Herbert. Herbert neemt poolshoogte bij de Chaotendagen in Hannover en weet uiteindelijk tot het kamp van Feuer door te dringen en Jody te vinden, die maar net aan de dood is ontkomen.
Richter voelt zich bedreigd door Dominiques pogingen zijn partij in diens nog grotere organisatie op te slokken, en komt overeen om met Feuer te fuseren tot een nieuwe partij: Das Nazionalfeuer. Richter reist naar Dorings kamp om de fusie aan te kondigen en daarna een mars door Hannover te houden om de geboorte van een nieuwe macht in Duitsland te vieren.
Ondertussen weten de computertechnici van Op-Center een van de fascistische computerspelletjes direct aan Dominiques bedrijf te linken. Dit levert een reden op voor een huiszoeking van Dominiques château bij Toulouse. Wanneer deze zijn terroristen op de politie wil afsturen omsingelt de NAVO het pand en wordt Dominique door Hausen persoonlijk gearresteerd.
In Duitsland weet Herbert met Jody aan de neonazi's te ontsnappen en Doring en haar vriend te doden. Het machtige Nazionalfeuer is vernederd door een meisje en een man in een rolstoel. Richter lijdt gezichtsverlies en de Chaotendagen gaan als een nachtkaars uit als alle feestgangers ontgoocheld naar huis gaan.
De machtige Gerard Dominique is nu gearresteerd, de terroriste Karin Doring is dood en de charismatische Felix Richter heeft onherstelbaar gezichtsverlies geleden. Hiermee is de neonazibeweging voorlopig onthoofd en het gevaar afgewend.